# Kivonulás-barlang
A Kivonulás-barlang a Duna–Ipoly Nemzeti Park területén lévő Pilis hegységben, a Kis-Strázsa-hegyen található egyik barlang.

## Leírás
Esztergom-Kertváros városrészben, a Dorog mellett lévő Kis-Strázsa-hegy DNy-i szélén, a Dunára tekintő nagy kőfejtő felső pereme felett elhelyezkedő kis mellékudvar végén van a barlang bejárata. A barlang bejárati terme triász mészkő és eocén homokkő határán, freatikus körülmények között jött létre. A teremből egy kb. 10 m mély akna halad le. A csak triász mészkőben kialakult aknában tűs kiválások, fehér borsókövek és visszaoldott vékony csövek figyelhetők meg. Az akna felszerelés nélkül is könnyen mászható, az akna alja pedig alkalmas továbbkutatásra. A barlang barlangjáró alapfelszerelésben járható. A gyakori látogatás meglátszik a képződmények állapotán.
1990-ben volt először Kivonulás-barlangnak nevezve a barlang az irodalmában.

## Kutatástörténet
Az 1990. évi MKBT Műsorfüzetben közölve lett, hogy a Benedek Endre Barlangkutató Csoport talált a Dorog határában lévő Strázsa-hegyen egy barlangot 1990. július 24-én. A barlang az egykori szovjet laktanya mögött található, a csoport tagjai ennek ellenére nem fedezték fel emberi beavatkozás nyomait az üregben. A barlang eddig feltárt része 7 m mély. Az akna alján 2 m hosszú elágazás van, amely kőtörmelékkel van elzárva. 99 %-ig biztos a kutatás lehetősége. Erős huzat érzékelhető. A feltáratlan barlangrendszer hévizes eredetű. Falát aragonit, gipsz, kalcit és baritkristályok fedik, emiatt valószínűleg a Sátorkőpusztai-barlang rokona, amely tőle 1,5 km-re fekszik. Az új barlangot Kivonulás-barlangnak nevezte el a csoport és kutatását elkezdte. A Kivonulás-barlang és a Kápolna-barlang kutatásában Fogel Péter, Krekács Károly, Récsey Gábor, Balogh Erzsébet, Zsanda Géza, Tóth István, Lieber Tamás, Janositz Lóránd, Mielec Péter, Hertlik Tamás, Simon Krisztián és Fekete Ferenc vesznek részt. A Kárpát József által 1991-ben írt kéziratban meg van említve, hogy a Kivonulás-barlang (Esztergom) 10 m hosszú és kutatás alatt áll.
A Benedek Endre Barlangkutató és Természetvédő Egyesület 1991. évi jelentésében az van írva, hogy az egyesület 1990. július 24-én terepbejáráskor talált egy olyan természetes üreget, amelyről azt gondolta a csoport, hogy ott egy nagy barlang van. A Sátorkőpusztai-barlangtól 1 km-re található üreg hasonló a Sátorkőpusztai-barlanghoz, mert a hévíz játszotta a legnagyobb szerepet kialakításában. A csoport tagjai nagy eredményt vártak a barlang kutatásától a barlangban lévő gömbfülkék, a gipsz és aragonit kitöltések miatt, de később kiderült, hogy hiába. A Kis-Strázsa-hegyen elhelyezkedő barlang az akkor történt szovjet katonai kivonulás miatt kapta a nevét. A kivonulásnak nagy jelentősége volt a környéken élők számára.
A csoport 8 napot töltött a barlang kutatásával. A barlangban Récsey Gábor, Makra László, Fogel Péter, Hertlik Tamás, Simon Krisztián, Balogh Erzsébet, Dobler Attila, Papp Zsolt, Tóth István és Lieber Tamás dolgoztak. A jelentés szerint 1990. július 24-én a csoport tagjai a bánya felső részén, egy elhagyott helyen találtak egy tág lyukat. A lyukba bementek és látták, hogy az egy nagyobb üreghez csatlakozik. Az üreg mélysége kb. 7 m, szélessége 80–250 cm. A járat vége el van tömődve. A továbbjutás esélye 89–99 %. Az üregben baritot, borsókövet, tűs aragonitot és kalcitot figyeltek meg. A barlangból eltávolítottak kb. 1 m³ követ, így 2 m-t tudtak továbbjutni. 1990. augusztus 5-én kb. 2,5 m³ anyagot (követ, agyagot) távolítottak el. A feltáró munka során előkerültek olyan eszközök, amelyek azt bizonyítják, hogy korábban jártak emberek a barlangban. Valószínű azonban, hogy ezek az emberek nem kutatták a barlangot és a törmelék nem mesterségesen került be a barlangba. 5-én a barlang szálkőzete mentén haladva az addig 7 m-es aknából 9 m-es, a legalsó 2×0,8 m-es teremből pedig 3×1,2 m-es terem lett. Elképzelhető volt, hogy ez után a terem után a barlang folytatódik kissé balra, majd lefelé.

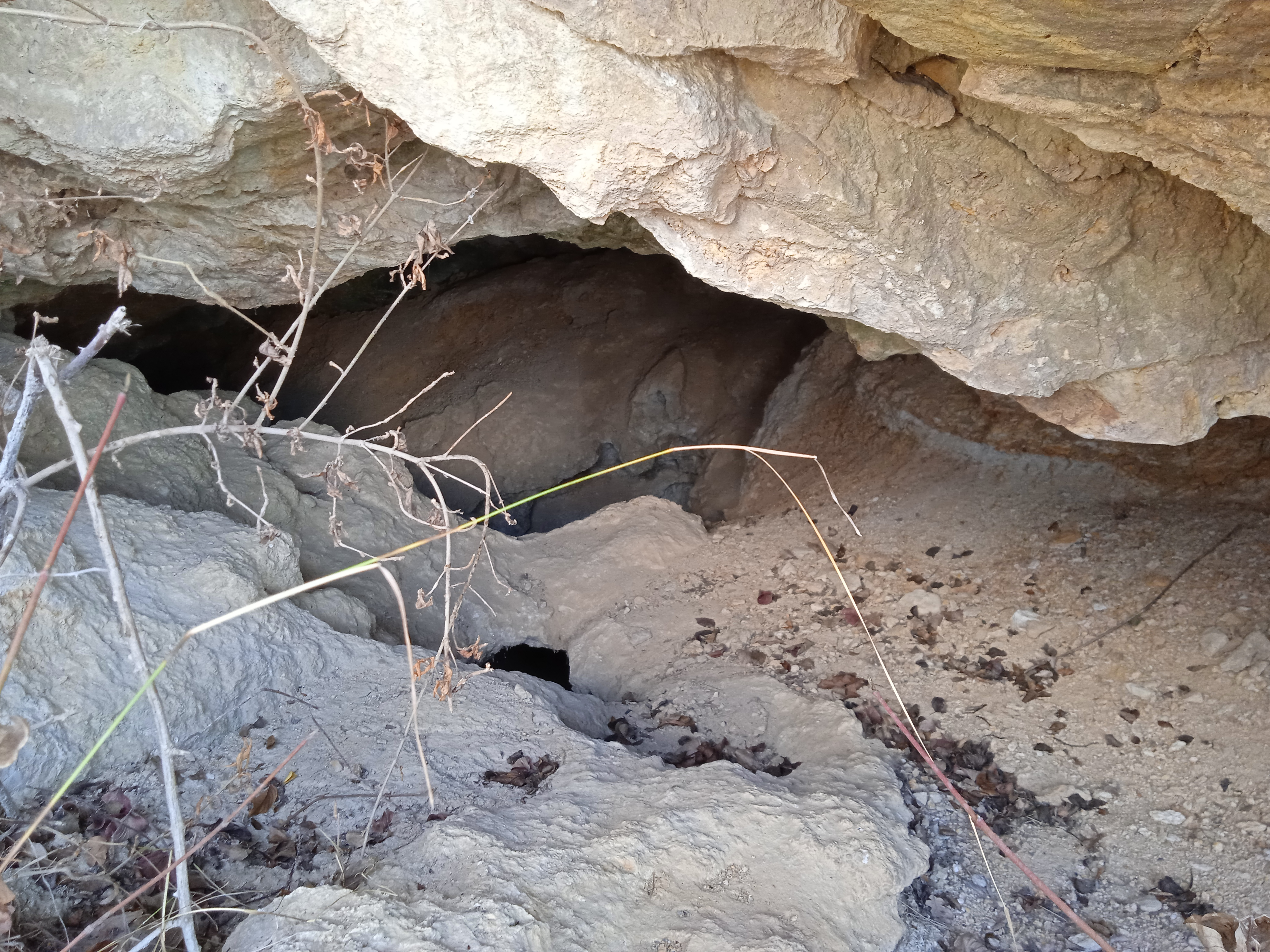
A Kivonulás-barlang bejárati része

1990. augusztus 11-én megállapították, hogy a feltételezett járat kövekkel van eltömve. Erős huzat érezhető. 1990. augusztus 19–20-án kb. 3 m³ anyag lett kihordva a barlangból. A munka során csigát használtak, ami nagyon megkönnyítette a munkát, de kevesen (4 fő) voltak jelentős eredmény eléréséhez. A két napi munka eredményeként a barlang 2 m-rel mélyebb, az alsó terem pedig 4×2,3 m-es lett. A terem bal oldalán feltárult egy folyosó, amely kb. 3 m hosszú. A folyosóba nem tudtak bemenni, mert sok törmelék van az elején. Szemmel láthatóan a folyosó beljebb tággá válik. A folyosó falán gyönyörű aragonit és gipsz kristályok vannak.
1990. augusztus 25–26-án nyilvánvaló lett, hogy nem lehet továbbjutni a barlangban. A jelentésbe bekerült két fénykép, amelyek kapcsolatban vannak a barlanggal. Az első fényképen Récsey Gábor és a barlang kutatása figyelhető meg. A második fényképen a barlangot kutatók (Papp Zsolt, Tóth István, Hertlik Tamás, Balogh Erzsébet, Lieber Tamás, Simon Krisztián) szerepelnek. Az első fényképet Lieber Tamás, a másodikat pedig Fogel Péter készítette. A kéziratban látható a Sátorkőpusztai-barlang és környékének helyszínrajza, amelyet a csoport (Fogel Péter) készített. A rajzon (1:40.000) megfigyelhető a Kivonulás-barlang földrajzi elhelyezkedése.
A Benedek Endre Barlangkutató és Természetvédő Egyesület 1992. évi beszámolójában az olvasható, hogy a Pilis hegységben lévő Kis-Strázsa-hegyen, Dorogtól É-ra található a Kivonulás-barlang. Az egyesület átmenetileg szünetelteti a barlang kutatását, egyrészt a továbbjutás (10 m mélység) nehézsége miatt, másrészt pedig előbbrevalónak és fontosabbnak tartja a Sátorkőpusztai-barlang kutatását. A csoport tagjai befejezték a barlang törmeléktől való megtisztítását. 10 m mélységben elérték az üreg szálkőben végződő fenekét, innen kezdődik egy kis hasadék oldalra, amelybe nehéz bejutni. A hasadék tágítását véséssel lehet megoldani. Ezt a feladatot ebben az évben szeretnék elvégezni. A kéziratban látható a Sátorkőpusztai-barlang és környékének helyszínrajza, amelyet a csoport (Fogel Péter) készített. A rajzon (1:40.000) megfigyelhető a Kivonulás-barlang földrajzi elhelyezkedése.
1997. május 25-én Regős József mérte fel a barlangot, majd a felmérés alapján, 1997. május 27-én Kraus Sándor szerkesztette meg a barlang alaprajz térképét, hosszmetszet térképét és keresztmetszet térképét. A térképek 1:100 méretarányban mutatják be a barlangot. Az alaprajz térképen ábrázolva van a hosszmetszet és a keresztmetszet elhelyezkedése a barlangban. 1997. május 29-én Kraus Sándor rajzolt helyszínrajzot, amelyen a Kis-Strázsa-hegy, Középső-Strázsa-hegy és Nagy-Strázsa-hegy barlangjainak földrajzi elhelyezkedése van bemutatva. A rajzon látható a Kivonulás névvel jelölt barlang földrajzi elhelyezkedése. Kraus Sándor 1997. évi beszámolójában az olvasható, hogy az 1997 előtt is ismert Kivonulás-barlang jelentős és veszélyeztetett barlang, amely további kutatást igényel. A barlangnak 1997-ben készült el a térképe. A jelentésbe bekerült az 1997-ban készült helyszínrajz.